# Daniel Pemberton
Daniel Pemberton (* 3. November 1977) ist ein britischer Filmkomponist und Musiker.

## Leben und Karriere
Pemberton arbeitet seit den 1990er Jahren als Komponist, wobei er zunächst vor allem für britische Fernsehserien und Fernseh-Dokumentationen die Musik komponierte. 2010 wurde er für seine Arbeit an der Fernsehserie Desperate Romantics bei den Ivor Novello Awards in der Kategorie Best Television Soundtrack ausgezeichnet.
2011 gab er mit der Musik für den Horrorfilm The Awakening sein Spielfilmdebüt. Dieser Soundtrack fand das Interesse von Ridley Scott, der ihn daraufhin für seinen nächsten Film The Counselor engagierte. Für Scotts Fernsehfilm The Vatican komponierte Pemberton ebenfalls die Musik. 2014 komponierte Pemberton auch die Musik für den Film Cuban Fury – Echte Männer tanzen.
Im Jahr 2015 folgten Arbeiten für Guy Ritchies Agentenkomödie Codename U.N.C.L.E. und Danny Boyles Biopic Steve Jobs.
2018 wurde er in die Academy of Motion Picture Arts and Sciences berufen, die jährlich die Oscars vergibt.

## Auszeichnungen
Für seine Filmmusiken zu The Counselor und Cuban Fury – Echte Männer tanzen wurde Pemberton bei World Soundtrack Awards 2014 der World Soundtrack Academy als Discovery of the Year ausgezeichnet. 2023 erhielt er für den Film Ferrari eine Nominierung für den Society of Composers & Lyricists Award sowie für den Film Spider-Man: Across the Spider-Verse eine Nominierung für den Golden Globe 2024.

## Filmografie (Auswahl)
- 1994: Lonely Planet (Fernsehserie, 2 Episoden)
- 1998: A Little Bit of Elvis (Fernsehfilm)
- 1998: Mob Law: A Film Portrait of Oscar Goodman
- 1999: Diceworld (Dokumentarfilm)
- 1999: Many Happy Returns (Dokumentarfilm)
- 2000: Secrets & Lines (Fernsehfilm)
- 2000: Perfect Breasts (Dokumentarfilm)
- 2000: White Tribe (Dokumentarfilm-Serie)
- 2000: Escape from Colditz (Dokumentarfilm-Serie, 3 Episoden)
- 2000: The Royal Institution Christmas Lectures (Dokumentarfilm-Serie)
- 2000: The Gambler (Dokumentarfilm-Serie)
- 2001: Great Artists with Tim Marlow (Dokumentarfilm-Serie, 13 Episoden)
- 2001: SF:UK (Dokumentarfilm-Serie)
- 2001: Frank Skinner on Frank Skinner (Dokumentarfilm)
- 2001–2014: Nova (Dokumentarfilm-Serie, 3 Episoden)
- 2002: Underworld: Flooded Kingdoms of the Ice Age (Dokumentarfilm-Serie)
- 2002: Shoreditch Twat (Fernsehfilm)
- 2002: The King of Communism: The Pomp & Pageantry of Nicolae Ceausescu (Dokumentarfilm)
- 2002–2004: Lads Army (Fernsehserie, 8 Episoden)
- 2003: The Life of a Ten Pound Note (Dokumentarfilm)
- 2003: French Leave (Dokumentarfilm-Serie)
- 2003: Real Men (Fernsehfilm)
- 2003: George Orwell: A Life in Pictures (Dokumentarfilm)
- 2003: Dogumentary: Rewind the Summer (Dokumentarfilm)
- 2003: Battle Hospital: Medics at War (Dokumentarfilm)
- 2003: Harem (Dokumentarfilm-Serie)
- 2003–2010: Peep Show (Fernsehserie, 42 Episoden)
- 2004: Pissed on the Job (Fernsehfilm)
- 2004: Men of Iron (Dokumentarfilm)
- 2004: Big Kiss
- 2004–2005: Gordon Ramsay: Chef ohne Gnade (Ramsay’s Kitchen Nightmares, Fernsehserie, 3 Episoden)
- 2005: Das verstrahlte Paradies (Blowing Up Paradise, Dokumentarfilm)
- 2005: Born with Two Mothers (Fernsehfilm)
- 2005: Hiroshima (Dokumentarfilm)
- 2005: Sex Addict (Dokumentarfilm)
- 2005–2006: I Shouldn’t Be Alive (Dokumentarfilm-Serie, 17 Episoden)
- 2006: How to Divorce Without Screwing Up Your Children (Dokumentarfilm)
- 2006: The Great British Menu (Fernsehserie, 40 Episoden)
- 2006: Jamie’s Return to School Dinners (Dokumentarfilm)
- 2006: Prehistoric Park (Dokumentarfilm-Serie, 6 Episoden)
- 2006: The Haunted Airman (Fernsehfilm)
- 2006: Cult Killer (Dokumentarfilm)
- 2006–2007: Suburban Shootout – Die Waffen der Frauen (Suburban Shootout, Fernsehserie, 11 Episoden)
- 2007: Never Did Me Any Harm (Fernsehserie, 4 Episoden)
- 2007: Forgiven (Fernsehfilm)
- 2007: 1983 – Am atomaren Abgrund (Soviet War Scare 1983, Dokumentarfilm)
- 2007: The Love Trap (Fernsehserie, 4 Episoden)
- 2008: Clash of the Santas (Fernsehfilm)
- 2009: Generals at War (Dokumentarfilm-Serie)
- 2009: The Lost World of Communism (Dokumentarfilm-Serie)
- 2009: Runaway (Fernsehserie, 3 Episoden)
- 2009: Best: His Mother’s Son (Fernsehfilm)
- 2009: Die Besatzer (Occupation, Fernsehserie, 3 Episoden)
- 2009: Desperate Romantics (Fernsehserie, 6 Episoden)
- 2009: Wildest Dreams (Fernsehserie, 7 Episoden)
- 2009: Enemies of the People (Dokumentarfilm)
- 2010: Combat Kids (Fernsehserie, 3 Episoden)
- 2010: Rückkehr ins Haus am Eaton Place (Upstairs Downstairs, Fernsehserie, 3 Episoden)
- 2010–2012: Dirk Gently (Fernsehserie, 4 Episoden)
- 2011: Self Made (Dokumentarfilm)
- 2011: Meet the Elephant Man (Dokumentarfilm)
- 2011: The Awakening
- 2012: Pramface (Fernsehserie, 2 Episoden)
- 2012: Escape from Colditz (Dokumentarfilm)
- 2012: Blood – You Can’t Bury The Truth
- 2012: Space Dive (Dokumentarfilm)
- 2013: The Vatican (Fernsehfilm)
- 2013: In Fear
- 2013: The Counselor
- 2013–2014: Monster Moves (Dokumentarfilm-Serie, 5 Episoden)
- 2014: Cuban Fury – Echte Männer tanzen (Cuban Fury)
- 2014: 50 Kisses (Segment Neil)
- 2014: The Game (Fernsehserie, 6 Episoden)
- 2015: Codename U.N.C.L.E. (The Man from U.N.C.L.E.)
- 2015: Steve Jobs
- 2016: Gold – Gier hat eine neue Farbe (Gold)
- 2016: Die Frau im Mond – Erinnerung an die Liebe (Mal de pierres)
- 2017: King Arthur: Legend of the Sword
- 2017: The Secret Man (Mark Felt: The Man Who Brought Down the White House)
- 2017: Molly’s Game – Alles auf eine Karte (Molly’s Game)
- 2017: Alles Geld der Welt (All the Money in the World)
- 2017: Black Mirror (Fernsehserie, Episode USS Callister)
- 2018: One Strange Rock (Dokumentarserie, 10 Episoden)
- 2018: Ocean’s 8
- 2018: Spider-Man: A New Universe (Spider-Man: Into the Spider-Verse)
- 2019: Brexit – Chronik eines Abschieds (Brexit: The Uncivil War, Fernsehfilm)
- 2019: Yesterday
- 2019: Motherless Brooklyn
- 2019: Der dunkle Kristall: Ära des Widerstands (The Dark Crystal: Age of Resistance, Fernsehserie, 10 Episoden)
- 2020: Birds of Prey: The Emancipation of Harley Quinn (Birds of Prey (and the Fantabulous Emancipation of One Harley Quinn))
- 2020: Lovers – Die Liebenden (Amants)
- 2020: The Trial of the Chicago 7
- 2020: Enola Holmes
- 2020: Phönix aus der Asche (Rising Phoenix, Dokumentarfilm)
- 2021: Being the Ricardos
- 2022: Die Gangster Gang (The Bad Guys)
- 2022: Brian and Charles
- 2022: See How They Run
- 2022: Amsterdam
- 2022: Enola Holmes 2
- 2023: Spider-Man: Across the Spider-Verse
- 2023: Ferrari
- 2024: To the Moon (Fly Me to the Moon)
- 2025: Eddington
- 2025: Deep Cover
- 2025: Was ist Liebe wert – Materialists (Materialists)

## Weitere Veröffentlichungen (Auswahl)
Alben
- 1994: Bedroom (FAX +49-69/450464)
- 1999: Enhanced Environments (mit Charles Uzzell-Edwards, Subversal Records)
- 2006: War And Documentary (Conflict, Strategy & Power) (mit den Prager Philharmonikern, Chappell)
- 2007: TVPOPMUZIK (1812 Recordings)